# Serinus flavivertex
Serinus flavivertex е вид птица от семейство Чинкови (Fringillidae).

## Разпространение
Видът е разпространен в Ангола, Еритрея, Етиопия, Демократична република Конго, Кения, Малави, Руанда, Судан, Танзания, Уганда и Южен Судан.